# Бивотт, Пол
Пол Кипкембои Бивотт — кенийский легкоатлет, бегун на длинные дистанции.

## Спортивная биография
Выступления на профессиональном уровне начал в 2001 году, когда стал победителем Ремихского полумарафона с результатом 1:03.05. В 2003 году стал победителем Марсельского полумарафона. Дебютировал на марафонского дистанции в 2004 году на Парижском марафоне заняв 3-е место, и, несмотря на остановку во время дистанции из-за судорог мышц ног, смог показать результат 2:10.30. В этом же году стал 10-м на Сеульском марафоне. Принимал участие на чемпионате мира 2005 года, где занял 7-е место.

## Достижения
- 2-е место на Парижском марафоне 2005 года — 2:08.18
- 2-е место на Эйндховенском марафоне 2007 года — 2:09.56
- 2-е место на Амстердамском марафоне 2009 года — 2:07.02
- 3-е место на Эйндховенском марафоне 2010 года — 2:07.40
- 2-е место на Токийском марафоне 2011 года — 2:08.17[2]